# Мостар
Мо́стар (босн. Mostar, серб. Мостар, хорв. Mostar) — город в Боснии и Герцеговине, административный центр одноимённой общины и Герцеговино-Неретвенского кантона в Федерации Боснии и Герцеговины (одной из составных частей страны). Город считается неофициальным центром исторической области Герцеговина, находится на реке Неретве и является пятым по численности населения городом страны.

## История
Название города Мостар впервые упоминается в 1474 году. Произошло оно от слова «мостари» — хранители моста. В XV и XVI веках Мостар развивался как приграничный город Османской империи.
С 1878 года Мостар, как и вся Босния и Герцеговина, был оккупирован Австро-Венгрией, а в 1908 году официально вошёл в её состав. В этот период Мостар был одним из основных центров хорватского национального возрождения.

### Боснийская война

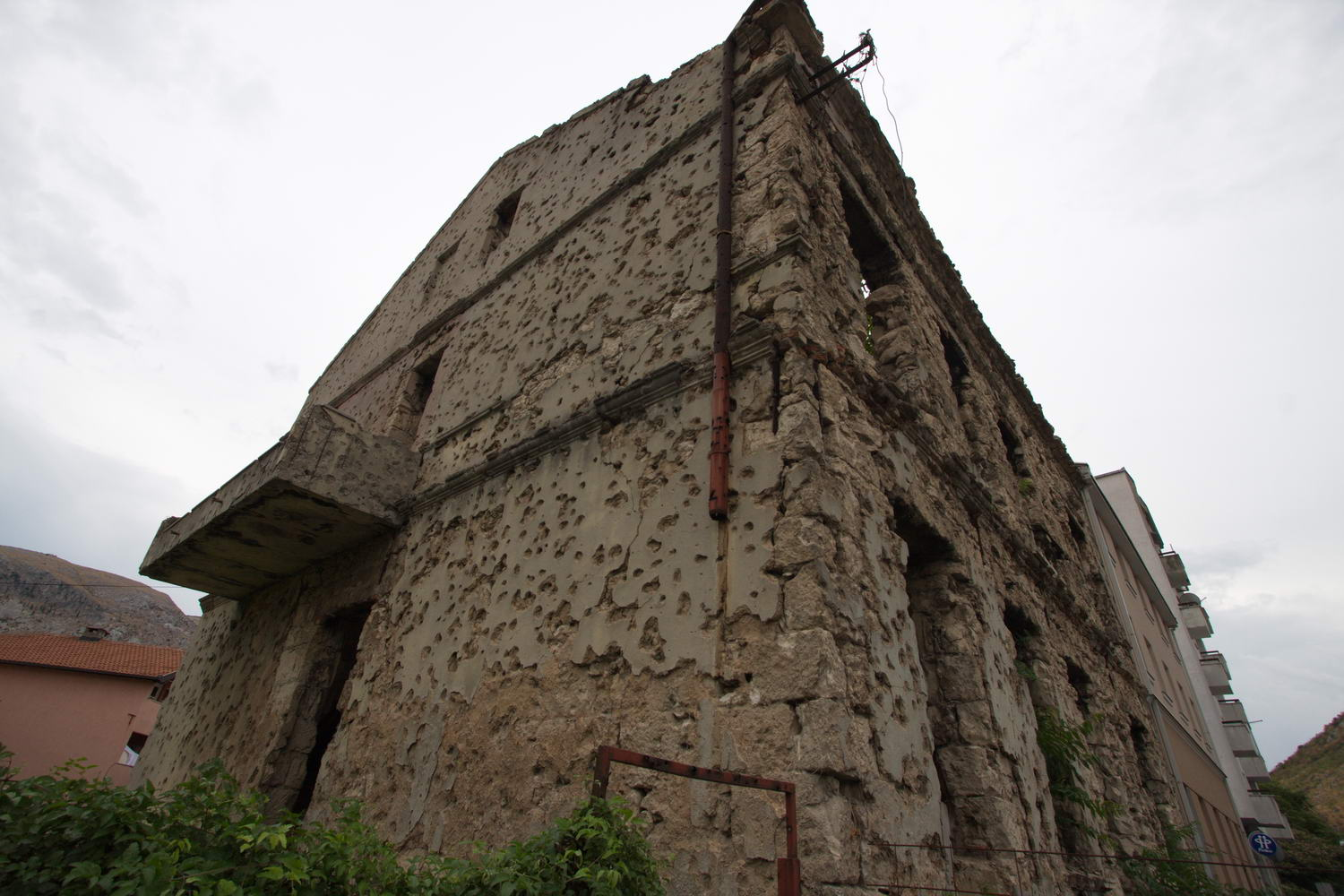
Дом, разрушенный во время военных действий

18 ноября 1991 г. филиал Хорватского демократического содружества (ХДС) в Боснии и Герцеговине провозгласил существование Хорватской республики Герцег-Босны на территории Боснии и Герцеговины. Мостар был разделён на западную часть, в которой доминировали хорватские силы, и восточную, где была сосредоточена армия Республики Боснии и Герцеговины. Западный Мостар стал столицей Герцег-Босны.
В 1992—1993 годах, после того как Босния и Герцеговина провозгласила независимость от Югославии, город находился в 18-месячной осаде. Югославская народная армия начала бомбёжки Мостара 3 апреля 1992 г. и в течение следующей недели постепенно установила контроль над большей частью города. По состоянию на 12 июня 1992 г. 4-й корпус армии Республики Боснии и Герцеговины и Хорватский совет обороны (ХСО) накопили достаточно сил, чтобы вытеснить сербские части из Мостара. Среди уничтоженных памятников во время боснийской войны 1992—1995 гг. отмечают францисканский монастырь, католический собор и дворец епископа (с библиотекой в 50000 книг), ряд светских учреждений, а также мечеть Караджаш-бея и 13 других мечетей. Свыше 90 % строений города были разрушены. Во время войны большинство боснийского населения западной части города было изгнано из своих домов. После войны Международный трибунал по бывшей Югославии обвинил руководство Хорватской республики Герцег-Босны в преступлениях против человечества, других военных преступлениях во время войны и в том числе в разрушении Старого моста.
В середине июня 1992 г., когда линия фронта сместилась на восток, Хорватский совет обороны уничтожил сербский православный Житомисличский монастырь. Во время боснийской войны силами ХСО были также разрушены сербский православный кафедральный собор Святой Троицы (серб. Саборна црква Св. Тројице), построенный в 1863—1873 гг., и церковь Рождества Пресвятой Богородицы (Црква Рођења Пресвете Богородице / Crkva Rođenja Presvete Bogorodice) (датируется серединой XIX в.) . По словам председателя Совета министров Боснии и Герцеговины Николы Шпирича, реконструкция собора должна была начаться весной 2008 г. на средства принца Чарльза.

### Последующий период
Выборы в городской совет в Мостаре в последний раз[уточнить] проводились в 2008 году. В ноябре 2010 года Конституционный суд Боснии и Герцеговины объявил некоторые положения Закона о выборах 2001 года и Устава города Мостар неконституционными. Из-за противостояния между правящими партиями в городе относительно выполнения этого постановления в течение 12 лет выборы в городской совет не проводились. 29 октября 2019 года Европейский суд по правам человека по жалобе одного из жителей города признал, что это нарушает Протокол № 12 к Европейской конвенции по правам человека. Лишь в 2020 году Хорватское демократическое содружество Боснии и Герцеговины и Партия демократического действия достигли соглашения по вопросу о выборах в городской совет, и они были назначены на 20 декабря 2020 года.

## Население

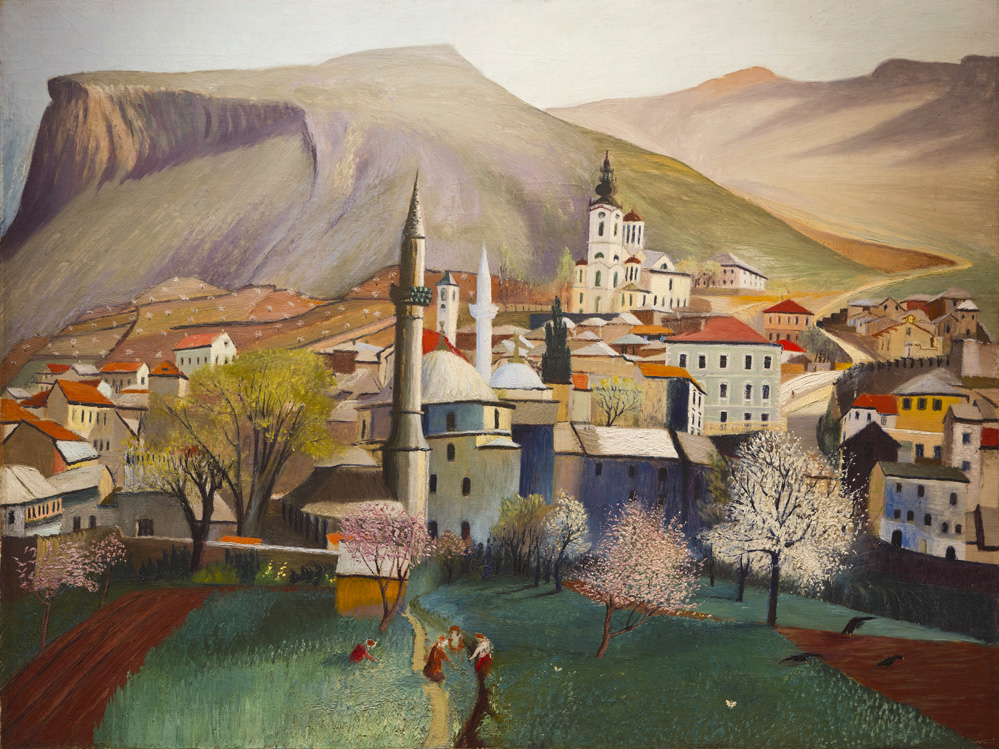
Т. Чонтвари. Весна в Мостаре. 1903

Население — 105 448 жителей (2003), из них босняки — 45,29 %, хорваты — 50,43 %, сербы — 3,45 %, другие — 0,83 %. Исторически город состоял из двух частей, населённых разными этно-религиозными общинами — боснийской мусульманской и хорватской католической, разделённых рекой Неретвой. В настоящее время этот раздел условный, отличить христиан от мусульман по современной одежде практически невозможно.

## Образование
Университет Мостара (хорв. Sveučilište u Mostaru) — второй по величине в стране, основан в 1977.
В 1993 основан Университет Мостара имени Джемала Биедича (босн. Univerzitet «Džemal Bijedić»/Универзитет «Џемал Биједић»).
В 2006 году в городе открыт международный колледж (хорв. Koledž Ujedinjenog svijeta u Mostaru), входящий в число United World Colleges (United World Colleges).

## Экономика
В городе ведётся добыча алюминия и бокситов, развиты гидроэнергетика и производство вин. Город является крупным транспортным узлом.

## Транспорт
Мостар является важным транспортным узлом. Через Мостар проходит дорога М-17 (международное название E73), наиболее важная дорога в БиГ, которая соединяет порт Плоче и Меткович с Мостаром и Сараево. Железнодорожная линия Плоче-Мостар-Сараево, тоже одна из самых важных железнодорожных линий в БиГ. В городе есть два автовокзала и железнодорожный вокзал. В Ортеюш, южная окраина Мостара, находится Аэропорт Мостар. Поддерживается линия Пескара-Мостар.
Автобусы Мостара, которые он получил в качестве пожертвования из Японии, можно распознать по их жёлтому цвету. Международные автомобильные перевозки выполняются компаниями Globtour из Меджугорья, Autoherc из Грюде, Centrotrans из Сараево и Autoprijevoz из Мостара.

## Достопримечательности

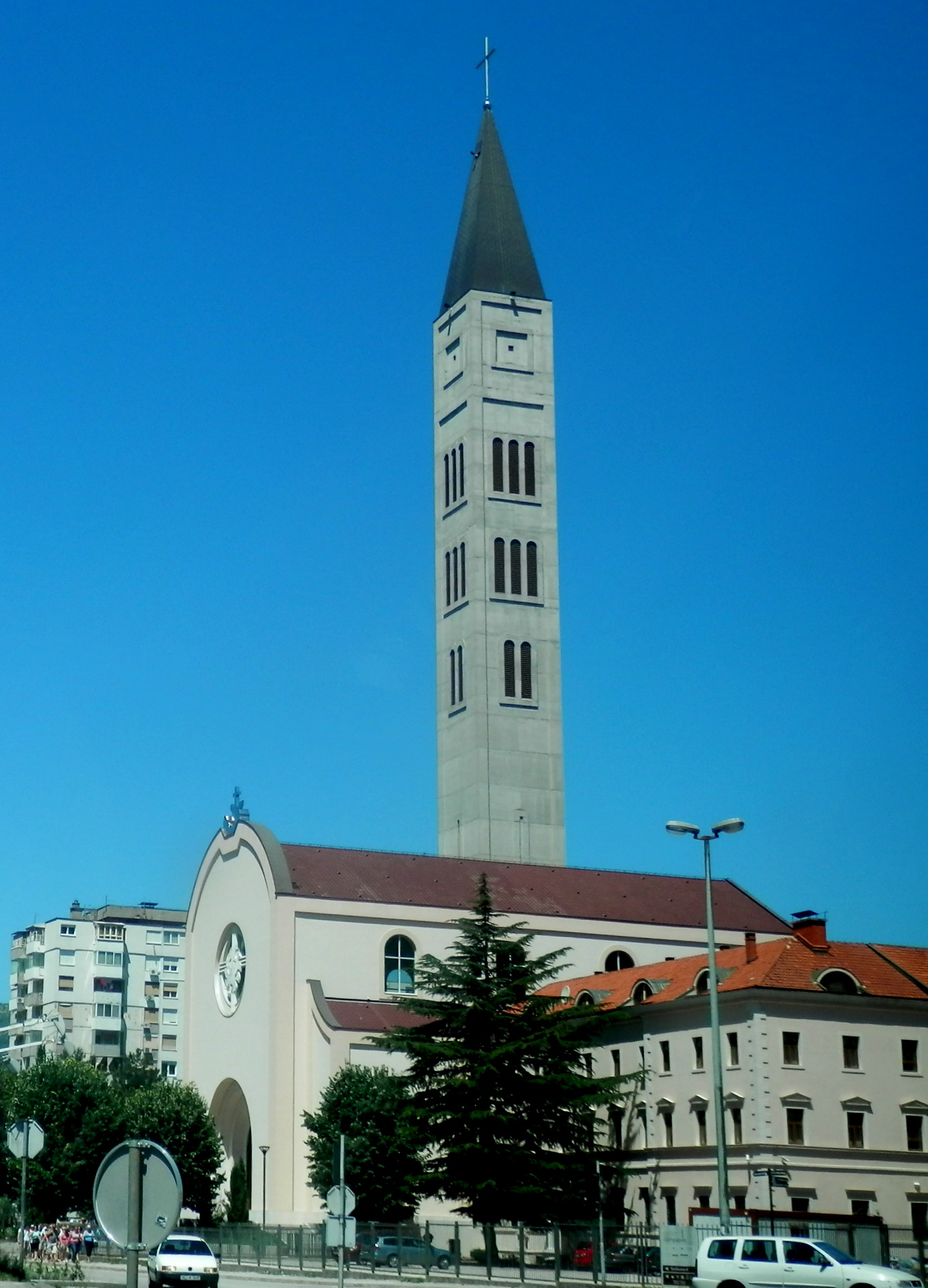
Костёл и францисканский монастырь Святых Апостолов Петра и Павла

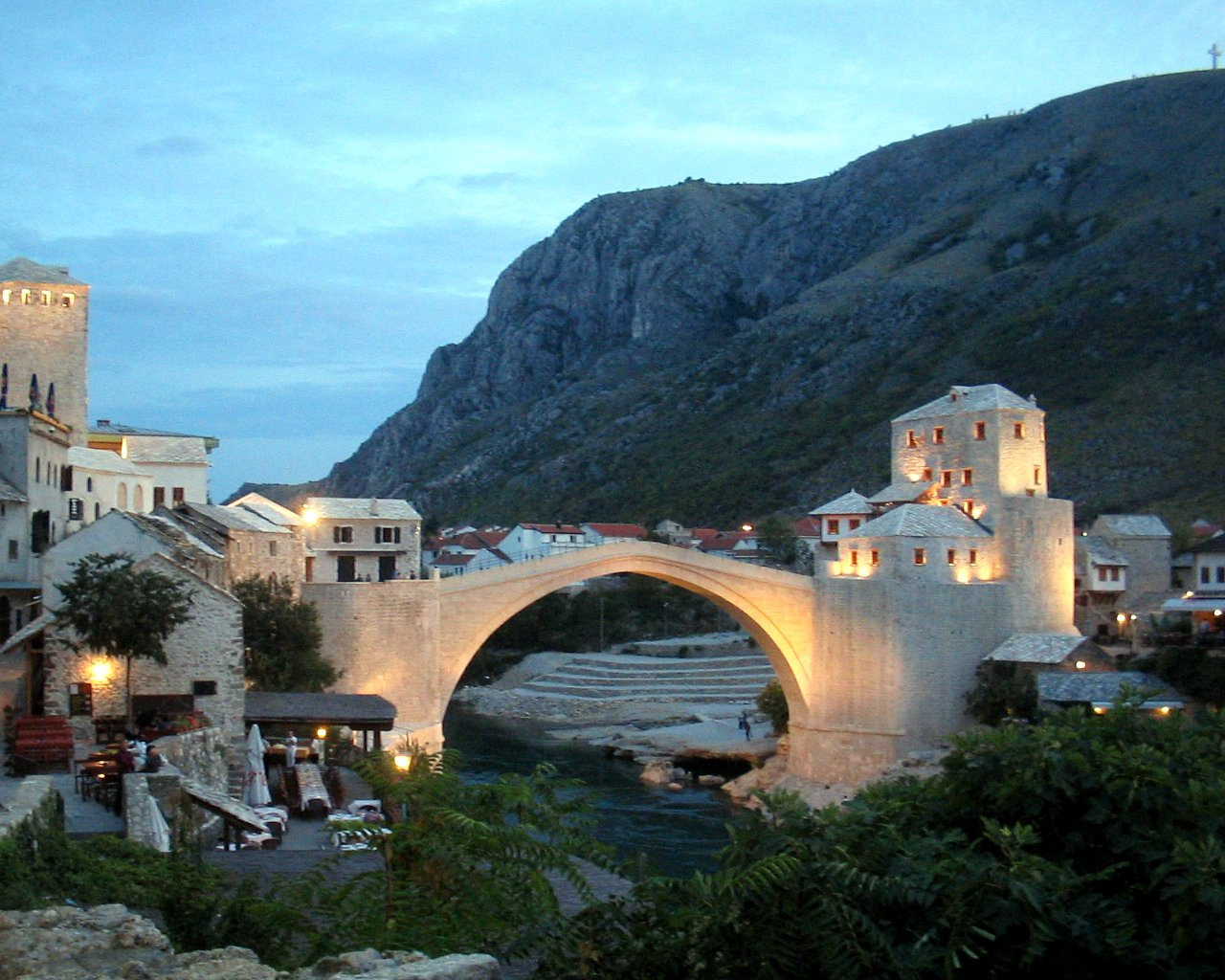
Старый мост в Мостаре

Название города происходит от слова «мостари» – хранители моста. Старый мост – главная достопримечательность и символ города, перекинут через р. Неретва турками-османами в XVI веке, входит в список всемирного наследия ЮНЕСКО. Разрушен в ходе Боснийской войны 1992–1995 и восстановлен в 2004 году.
Мечеть Караджоз бей (босн. Karađozbegova džamija) — старейшая мечеть Герцеговины.
Бишчевича сокак (Bišćevića sokak) — дорога от знаменитого дома Османской империи (дом Бишкевича).
Исторический район Бранковац (Brankovac), с домами, построенными в стиле Османской империи.
Мостар известен своими мостами, кроме Старого моста, в городе есть также мосты: Мусалы (1882 год), Луцки мост (1913 год) и Таможенный мост (1917 год), построенные во времена Австро-Венгрии.
Церковь Святого Петра и Павла — францисканский костёл с самой высокой колокольней в Боснии и Герцеговине. Был сильно повреждён во время последней войны, но был восстановлен.
Собор Девы Марии — кафедральный собор Мостарской епархии, модернистское здание, построенное в 1970 году (архитекторы Иван Франич и Хильдегард Ауф-Франич).
Православный собор в Мостаре до войны считался самым красивым православным храмом в этой части Балкан. Церковь, как последний оплот сербов в городе, была сильно повреждена во время войны, и в ближайшее время должна начаться его реконструкция.
Площадь Испании — центральная площадь города. На ней находится гимназия Мостара и Хорватский национальный театр, который до сих пор[когда?] в стадии строительства. Также на площади находится рынок. Во время последней войны по нему проходила разделительная линия между хорватами и боснийцами, и до сих пор часто случаются инциденты на ней. 12 октября 1995 года площадь получала своё нынешнее название, в память о 21 испанском солдате, погибших во время войны в Боснии и Герцеговине. Скоро должна начаться реконструкция площади. Правительство Испании предоставит 400000 евро для этого.
Зриневац (босн. Zrinjevac) — центральный городской парк в Мостаре. Он расположен между Дворянской площадью и площадью Испании. В 2007 году парк был полностью обновлён и восстановлен, и сегодня он является излюбленным местом для прогулок и отдыха жителей Мостара.

## Известные уроженцы и жители
- Пейчинович-Бурич, Мария (род. 1963) — хорватский политический и государственный деятель.
- Шантич, Алекса (1868—1924) — поэт.

## Города-побратимы
- Измир, Турция (1996)[7]
- Амман, Иордания
- Анталья, Турция (2011)[8]
- Арсоли, Италия
- Округ Брчко, Босния и Герцеговина
- Гейдельберг, Германия
- Капошвар, Венгрия
- Кайсери, Турция
- Оркдал, Норвегия
- Крагуевац, Сербия
- Мийо, Франция
- Монтегротто-Терме, Италия
- Сплит, Хорватия
- Тутин, Сербия
- Вайле, Дания
- Вуковар, Хорватия
- Иньчуань, Китайская Народная Республика

## Галерея

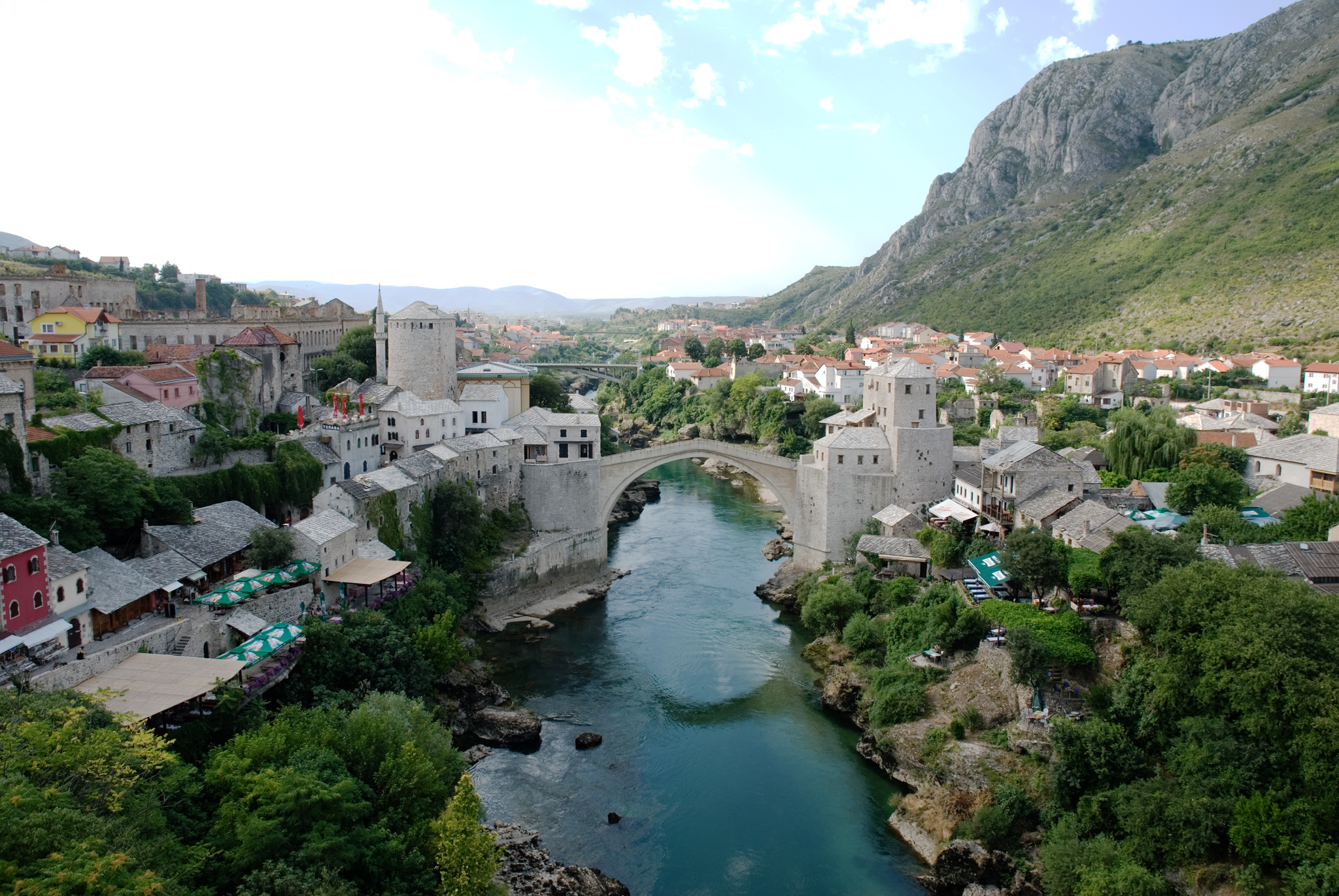
Панорама Старого города Мостара
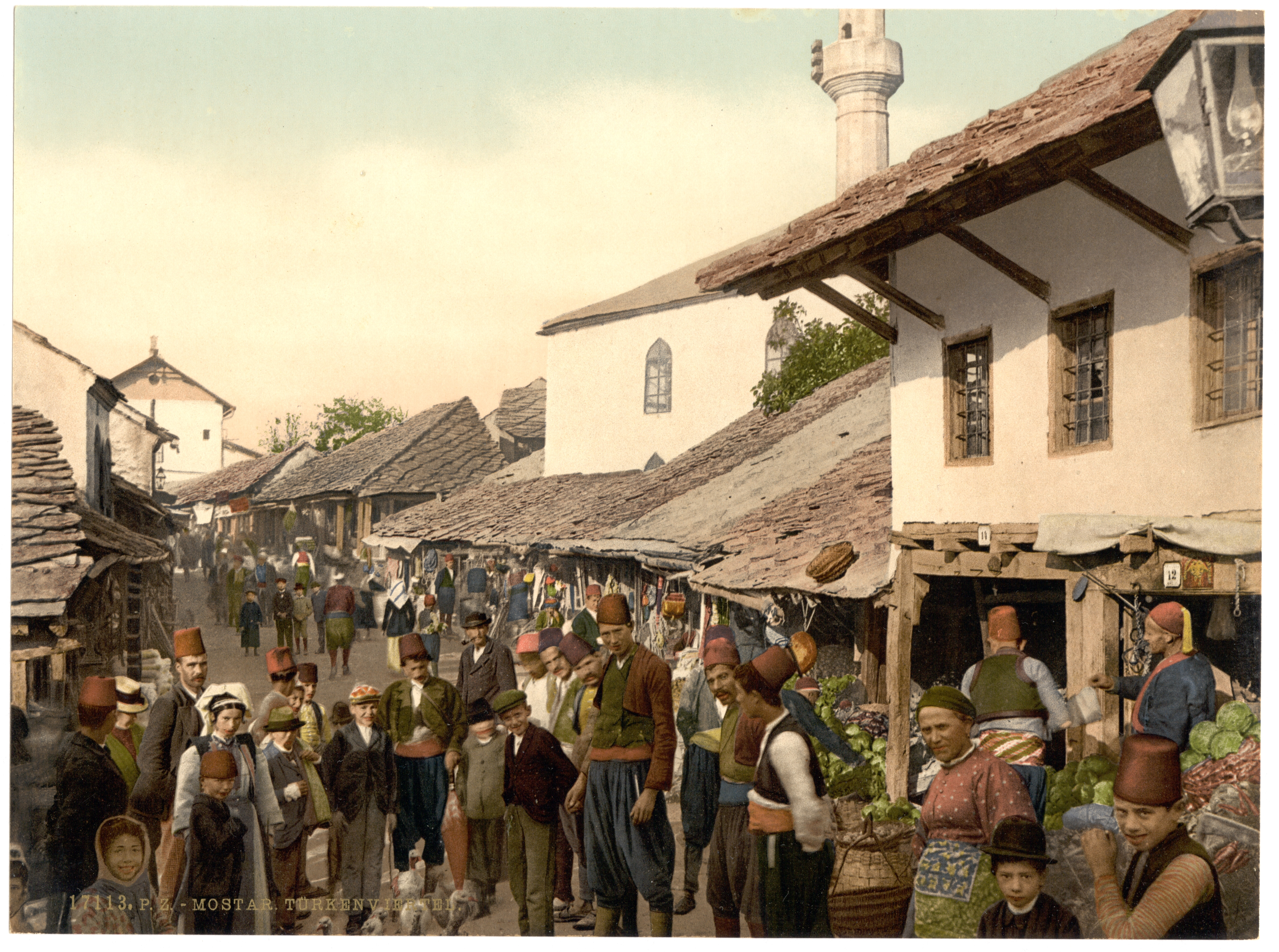
Люди Мостара в 1890–1900
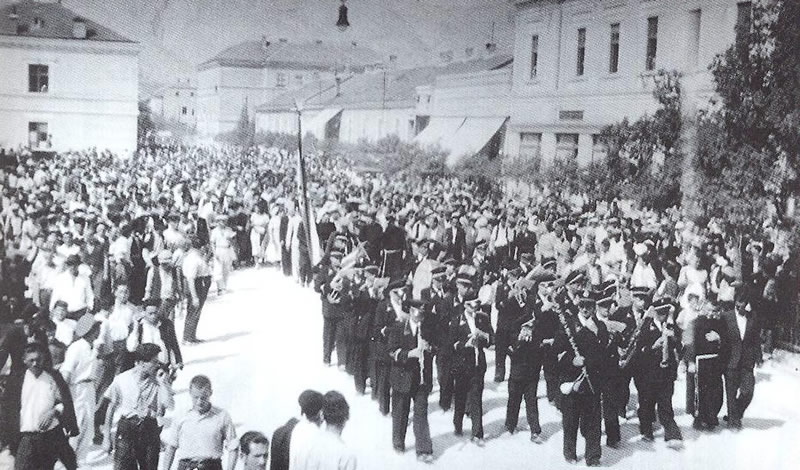
Люди собрались в ожидании прибытия Степана Радича в Мостар в 1925 году
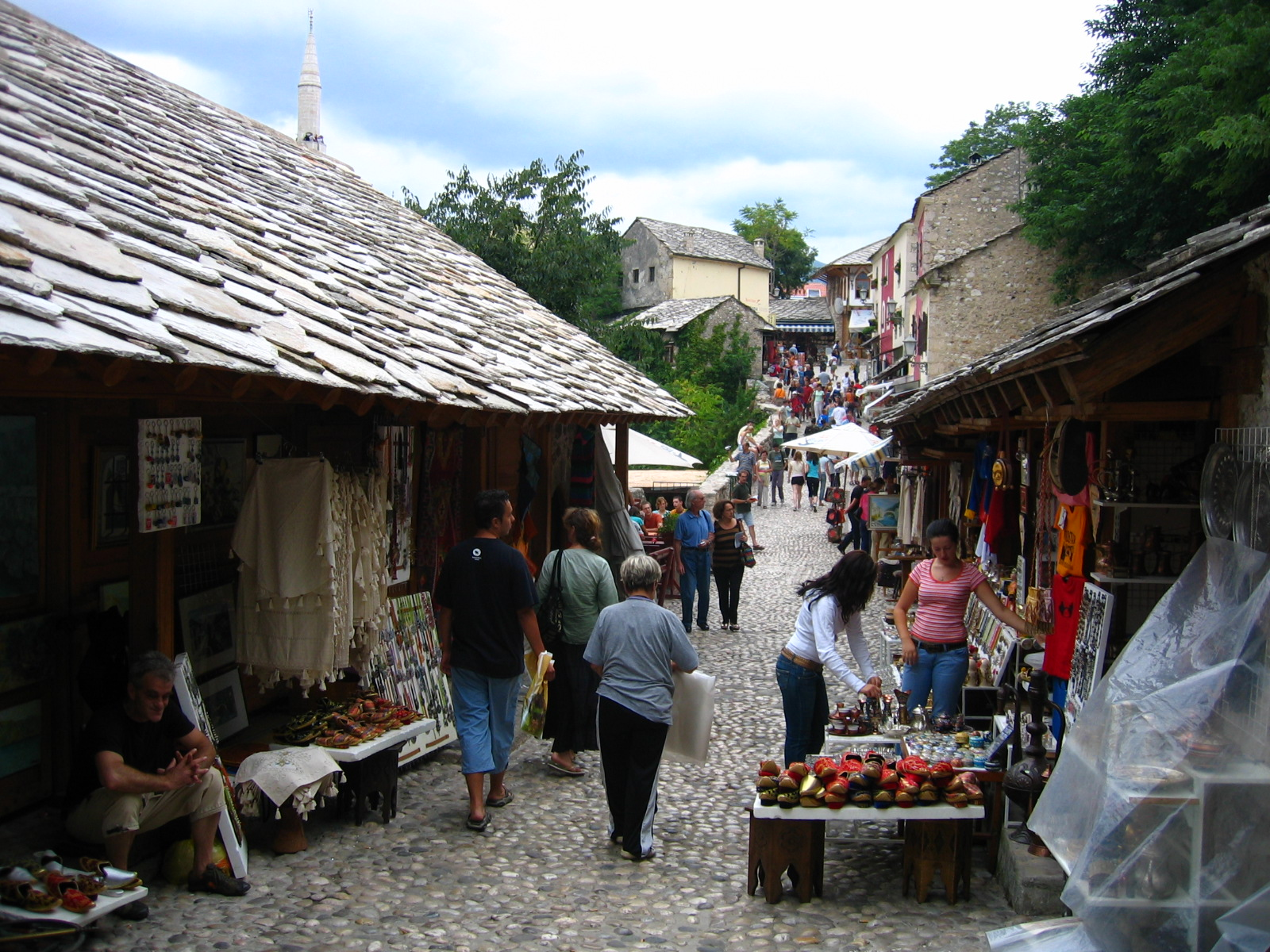
Улица Старого Города
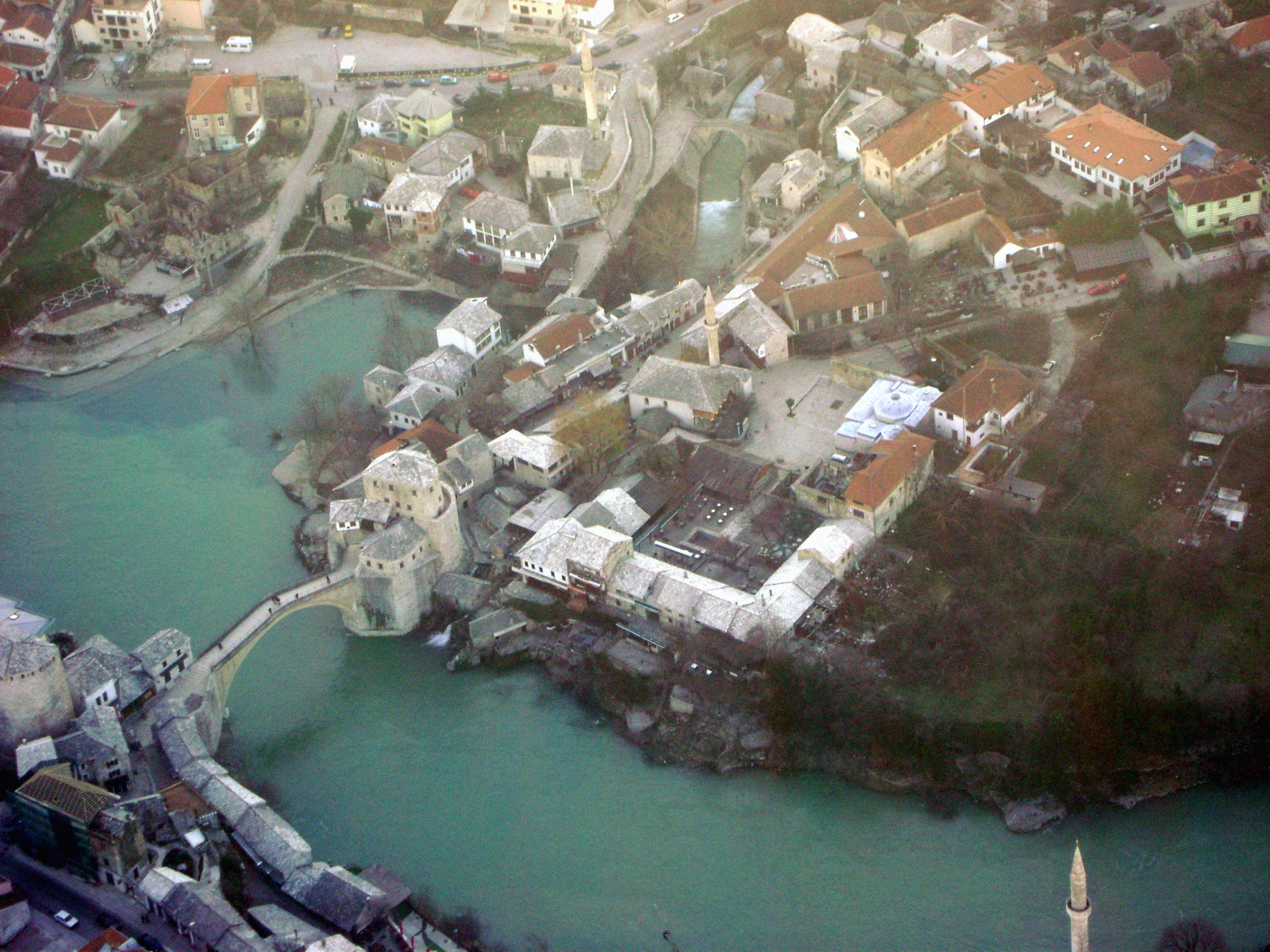
Старый мост в самом сердце Старого города Мостара (аэрофотосъёмка)
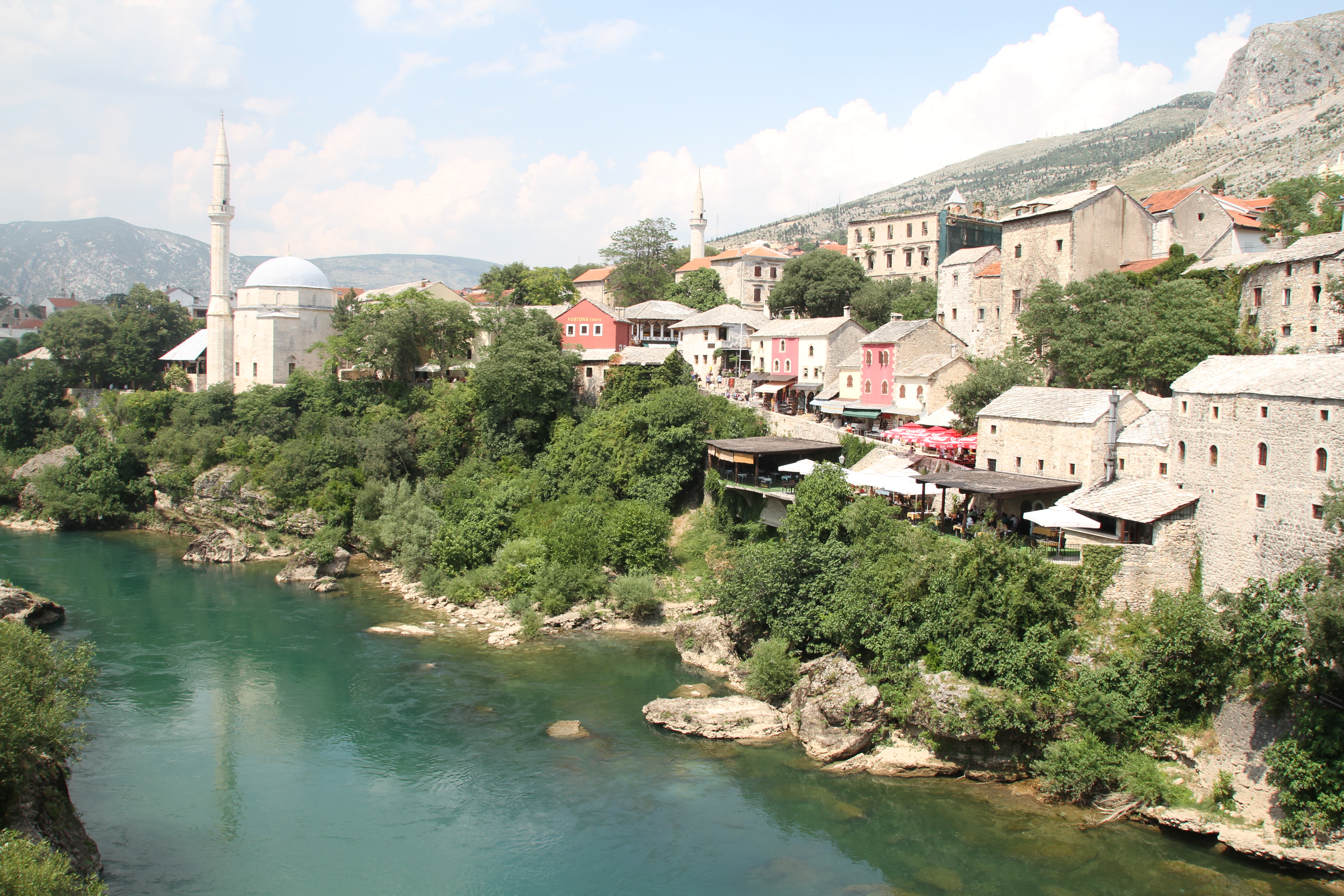
Старый город Мостара
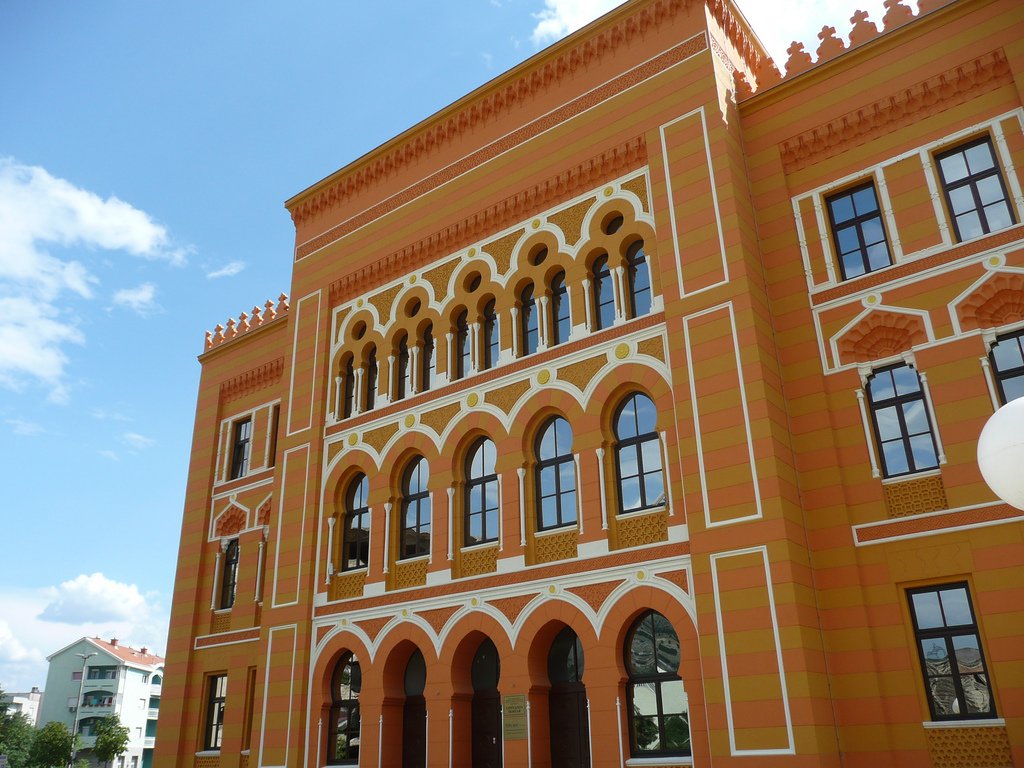
Гимназия Мостара, разработанная архитектором Франтишеком Блажеком
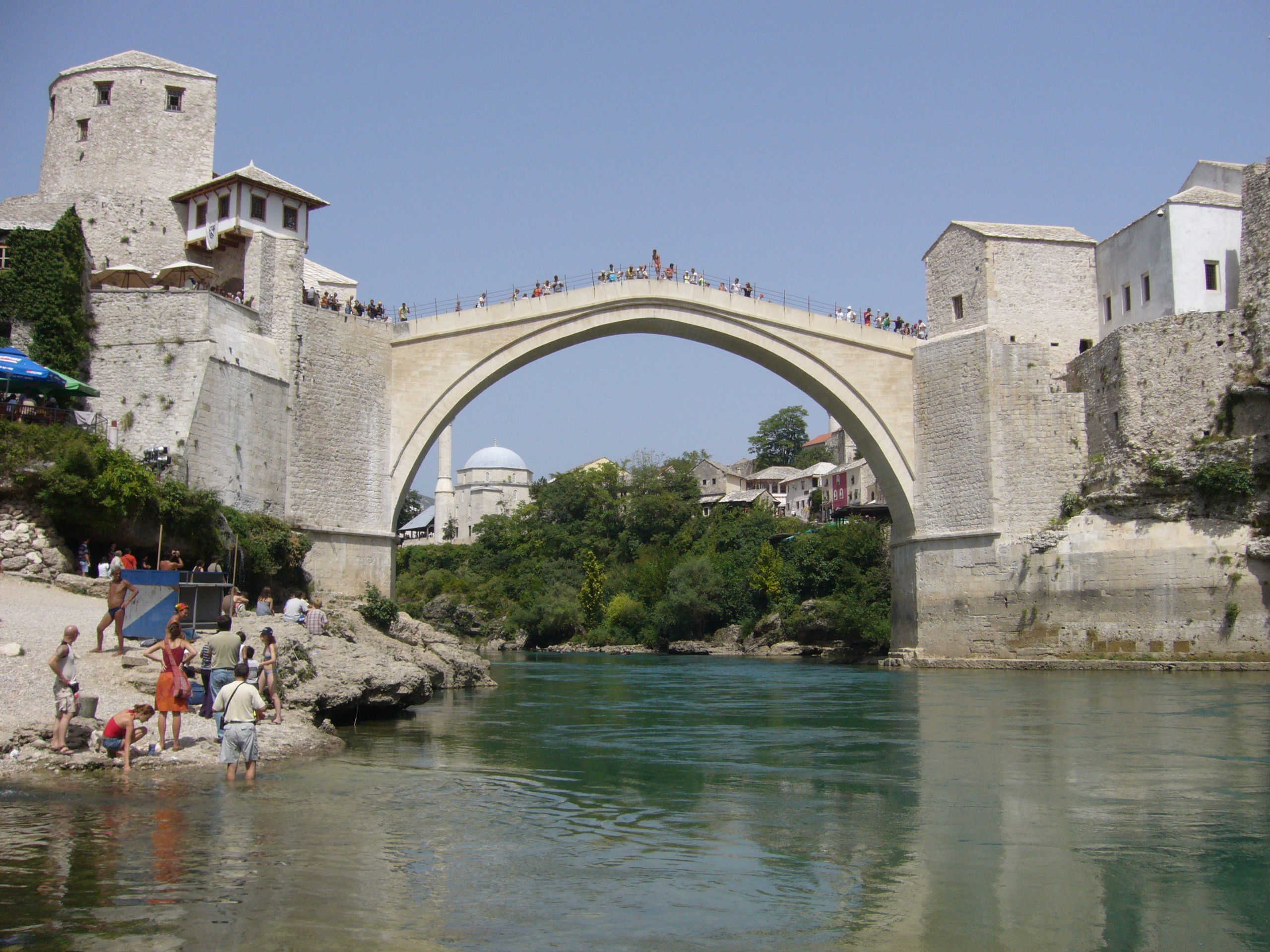
Старый мост
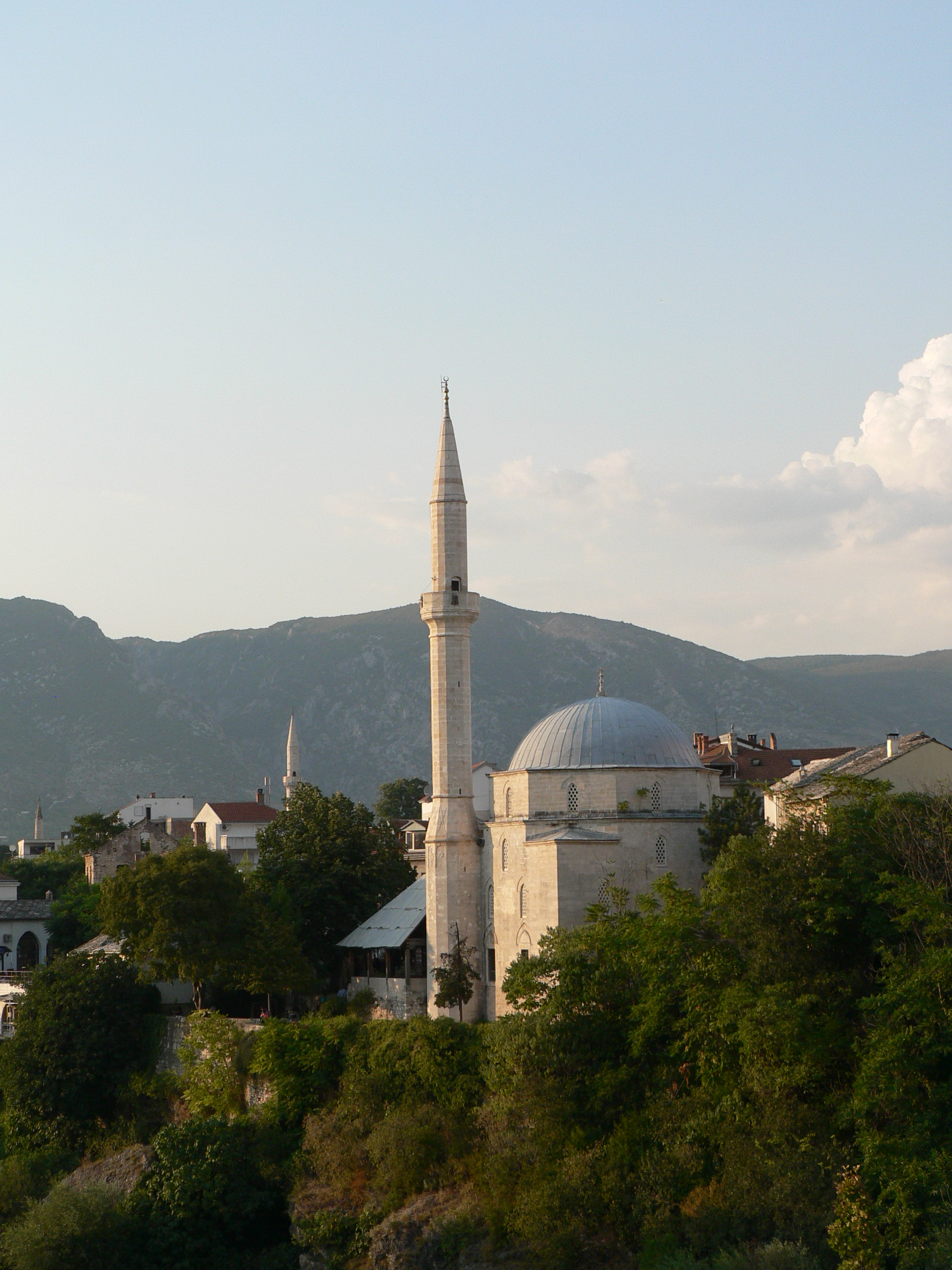
Мечеть Коски Мехмед Паши.
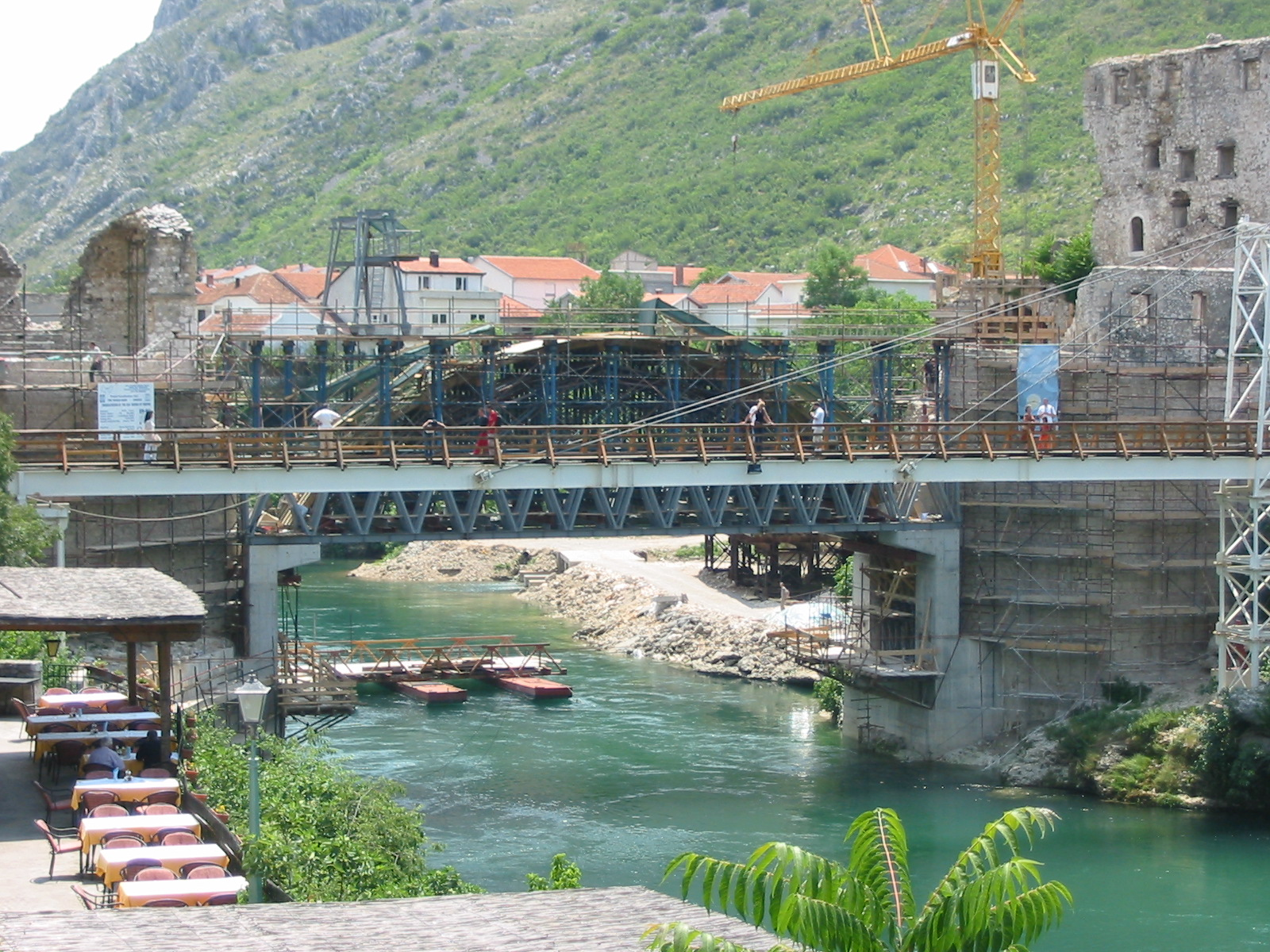
Старый мост проходит реконструкцию в июне 2003 года.
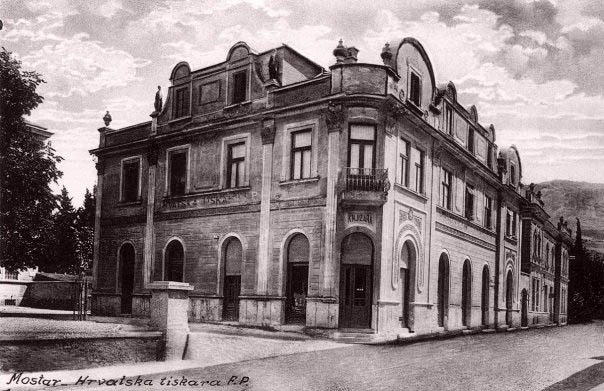
Первая хорватская типография в Мостаре, 1920 г.
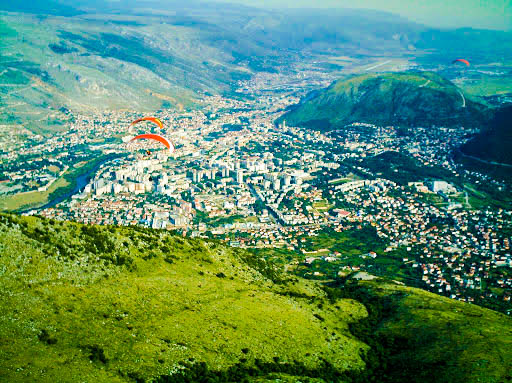
Панорамный вид на Мостар
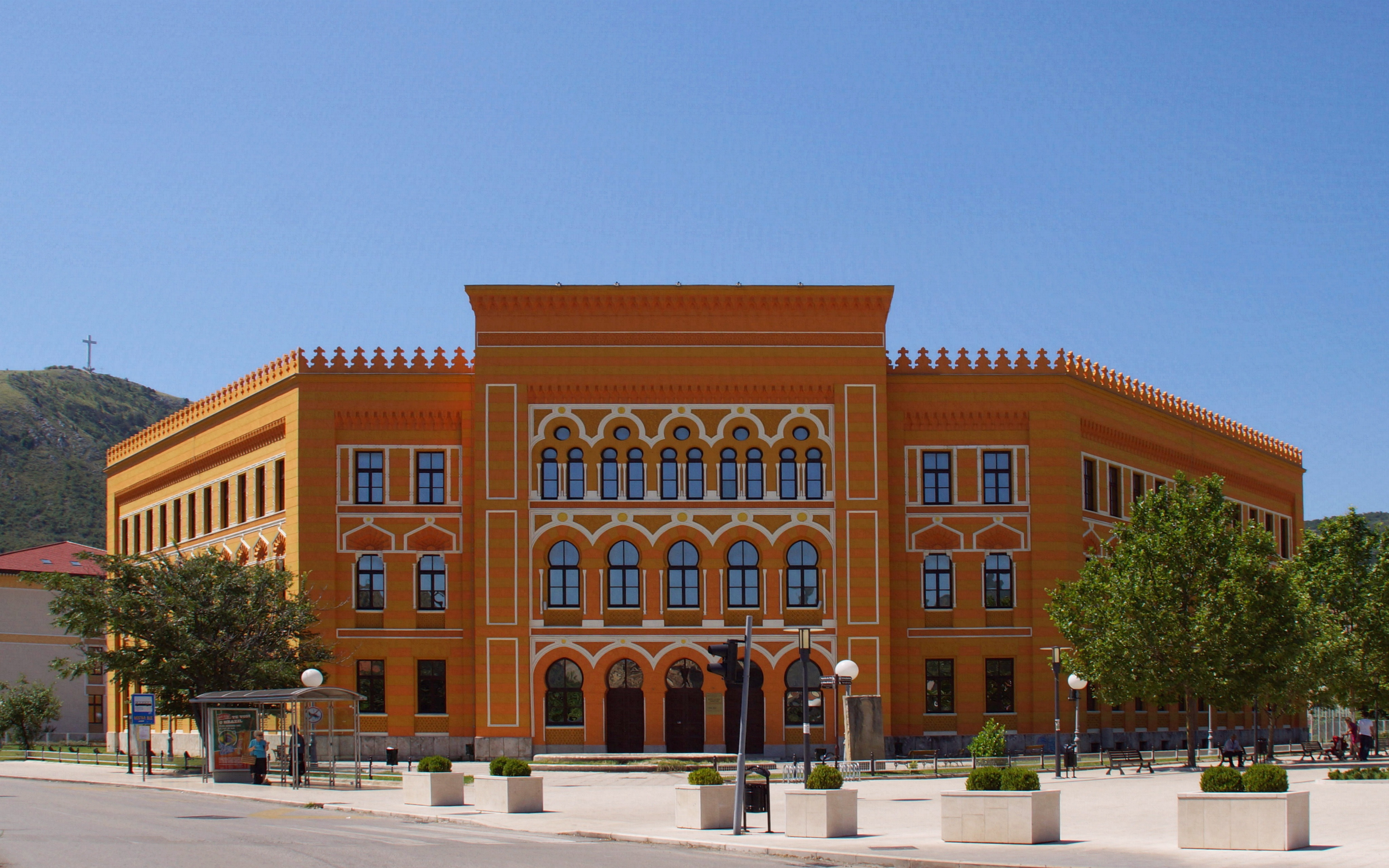
Гимназия Мостара (построена в 1898–1902 гг.) при Колледже объединённого мира
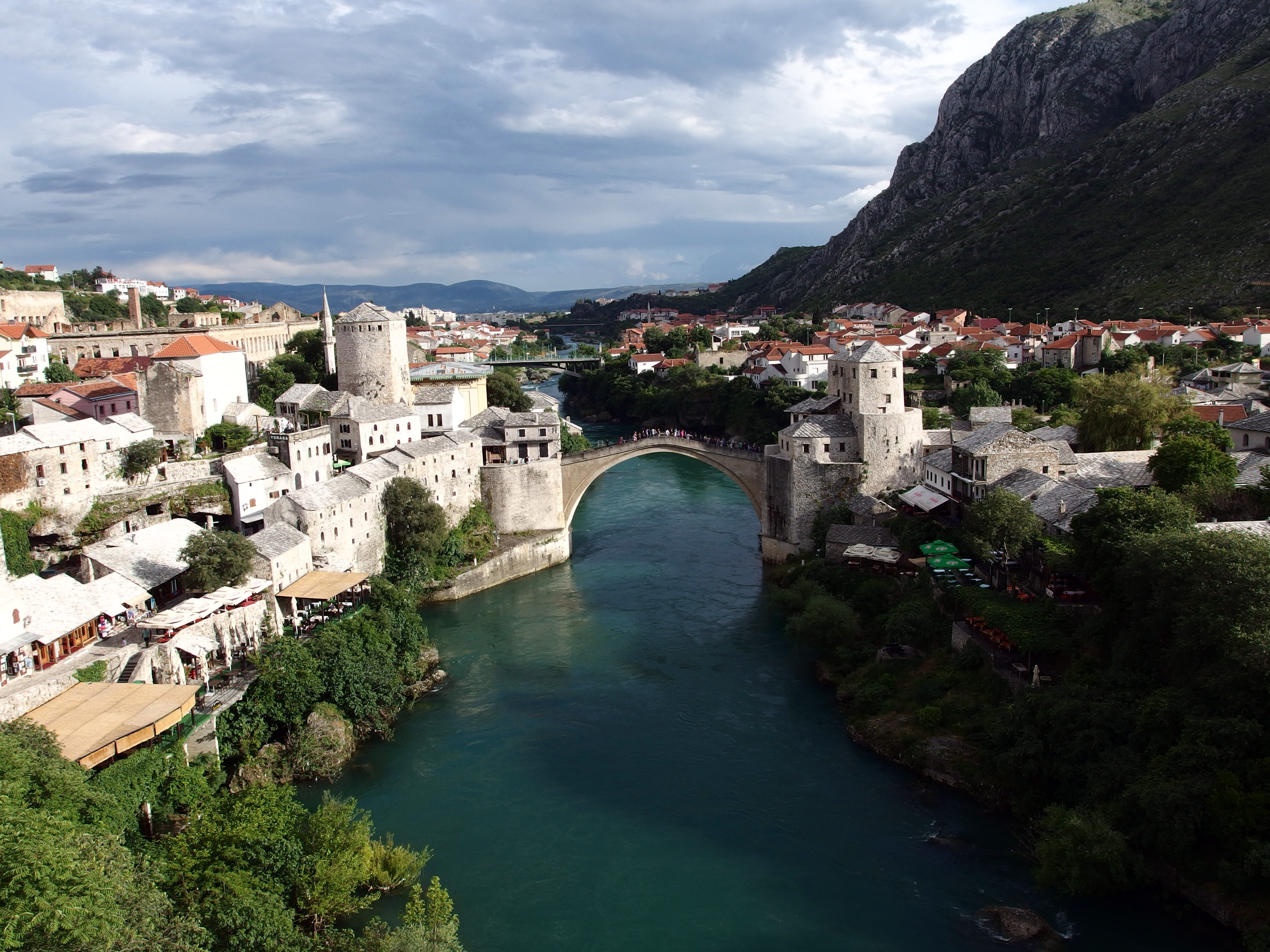
Старый город Мостара и Старый мост через реку Неретва